# Joshua Angrist

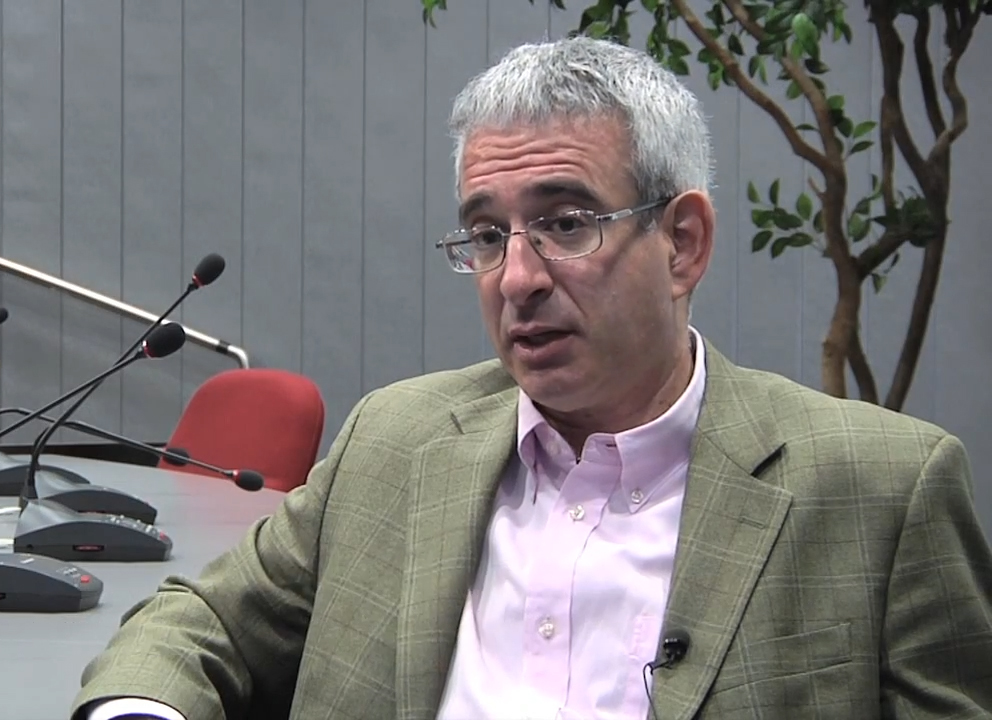
Joshua Angrist, 2011

Joshua David Angrist (* 18. September 1960 in Columbus, Ohio) ist ein israelisch-US-amerikanischer Wirtschaftswissenschaftler und Hochschullehrer. Im Jahre 2021 wurde er zusammen mit David Card und Guido Imbens mit dem Alfred-Nobel-Gedächtnispreis für Wirtschaftswissenschaften ausgezeichnet.

## Werdegang, Forschung und Lehre
Angrist studierte zunächst Wirtschaftswissenschaften am Oberlin College, das er 1982 als Bachelor of Arts verließ. Anschließend leistete er seinen Wehrdienst als Fallschirmjäger bei den israelischen Streitkräften. Später setzte er an der Princeton University sein Studium fort, wo er zunächst im Mai 1987 als Master of Arts graduierte und schließlich im Oktober 1989 als Ph.D. abschloss.
Zunächst lehrte Angrist als Assistant Professor an der Harvard University, ehe er 1991 als Senior Lecturer an die Hebräische Universität Jerusalem weiterzog. Dort stieg er 1995 zum Associate Professor auf. Im folgenden Jahr kehrte er in die Vereinigten Staaten zurück und arbeitete in gleicher Position bei der wirtschaftswissenschaftlichen Fakultät des Massachusetts Institute of Technology, wo er 1994/95 bereits als Gastdozent gelehrt und geforscht hatte. 1998 erhielt er hier einen Ruf zum ordentlichen Professor. 2008 übernahm er den Ford-Lehrstuhl an der Hochschule.
Im Zentrum der Arbeit von Angrist stehen Arbeitsökonomik und die Auseinandersetzung mit ökonometrischen Methoden. Er gilt als einer der bedeutendsten Vertreter der Nutzung von Instrumentvariablen in der wirtschaftswissenschaftlichen Analyse. Auf dieser Basis veröffentlichte er Studien und Artikel unter anderem über das Humankapital und die Einkommensverteilung in den USA, Bildungschancen und Armut. Er trug mit seiner Arbeit zur Etablierung der in der Psychologie seit den 1960er Jahren angewandten statistischen Methode der Regressions-Diskontinuitäts-Analyse in den Wirtschaftswissenschaften bei.
Angrist ist Mitglied der Econometric Society, er arbeitet seit 1994 als Research Associate für das National Bureau of Economic Research. 2007 erhielt er die Ehrendoktorwürde der Universität St. Gallen, 2009 den John-von-Neumann-Preis des Budapester Rajk László Szakkollégiums. Er ist Mitbegründer der am MIT beheimateten School Effectiveness & Inequality Initiative. Seit Beginn der 2000er-Jahre arbeitet und publiziert er intensiv mit dem in Bonn ansässigen Institut zur Zukunft der Arbeit, wo er 2000 zum Research Fellow wurde. Zudem wurde er 2006 in die American Academy of Arts and Sciences gewählt, 2023 in die National Academy of Sciences.
Gemeinsam mit Guido Imbens wurde er 2021 mit dem Alfred-Nobel-Gedächtnispreis für Wirtschaftswissenschaften für ihre Beiträge zur Analyse kausaler Zusammenhänge ausgezeichnet. Die beiden teilen sich die Hälfte des Preises, die andere Hälfte ging an David Card.

## Werke
Die folgende Auflistung gibt von Angrist veröffentlichte Bücher wieder, zudem hat er zahlreiche Zeitschriftenartikel und Arbeitspapiere verfasst:
- Joshua Angrist und Jörn-Steffen Pischke (2009). Mostly Harmless Econometrics: An Empiricist’s Companion. Princeton, NJ: Princeton University Press.
- Joshua Angrist und Jörn-Steffen Pischke (2014). Mastering 'Metrics: The Path from Cause to Effect. Princeton, NJ: Princeton University Press.